# Terrance Ferguson (Basketballspieler)
Terrance Eugene Ferguson (* 17. Mai 1998) ist ein US-amerikanischer Basketballspieler.

## Laufbahn
Ferguson spielte Basketball an der Prime Prep Academy in Dallas (US-Bundesstaat Texas), die im September 2015 in die Advanced Preparatory International überging. Dank seiner starken Leistungen und seiner großen Entwicklungsmöglichkeiten erhielt Ferguson Stipendienangebote von namhaften Universitäten unterbreitet. Im August 2015 gab er seinen Entschluss bekannt, an die University of Alabama zu wechseln. Eine offizielle Vereinbarung schloss er mit der Hochschule jedoch nicht, im März 2016 zog er seine Zusage an Alabama zurück und verlautbarte wenige Wochen darauf, sich an der University of Arizona einschreiben zu wollen. Im Juni 2016 revidierte Ferguson auch diese Entscheidung. Statt auf Universitätsniveau zu spielen, zog er vor, den Sprung ins Profigeschäft zu wagen und bei einem Verein außerhalb seines Heimatlandes unterzukommen, um sich dann für die NBA-Draft 2017 anzumelden.
Ferguson wurde Ende Juni 2016 von den Adelaide 36ers aus der australischen NBL verpflichtet. In der Saison 2016 verbuchte er 30 Einsätze für Adelaide und erzielte dabei im Schnitt 4,6 Punkte. Beim NBA-Draft 2017 sicherten sich Oklahoma City Thunder an 21. Stelle der ersten Auswahlrunde die Rechte an Ferguson. Ende Juli 2017 wurde die Vertragsvereinbarung zwischen Verein und Spieler offiziell bekannt gegeben. In seinem ersten NBA-Spieljahr 2017/18 stand Ferguson in 61 Partien auf dem Feld und kam auf einen Mittelwert von 3,2 Punkten je Einsatz. Im November 2020 wurde er an die Philadelphia 76ers abgegeben, die ihn Ende März 2021 bei einem Tauschgeschäft den New York Knicks überließen.
In der Saison 2021/22 spielte Ferguson kurzzeitig in Griechenland, im Januar 2022 wurde er von den Rio Grande Valley Vipers (NBA G-League) verpflichtet. Zur Saison 2022/23 ging er nach Polen zu GTK Gliwice. Ferguson erzielte für die Mannschaft in 29 Ligaspielen im Durchschnitt 8,5 Punkte je Begegnung. Im September 2023 wechselte er zu den Cape Town Tigers (Südafrika) und trug dazu bei, dass sich diese für die Basketball Africa League qualifizierten.
Anfang März 2024 wurde Ferguson von KB Bashkimi Prizren (Kosovo) verpflichtet. Er bestritt nur ein Spiel für die Mannschaft, dann kam es wieder zur Trennung. Das geschah laut Verein aus einem disziplinarischen Grund.